# 村西透
村西透（日语：／ Muranishi Tōru */?，1948年9月9日—；或譯為村西徹），本名草野博美（／ Kusano Hiromi），是日本成人影片（AV）导演、企業家，生于福岛县磐城市。在1980年代的日本AV發展黎明期，製作具有革命且開創性的AV作品而盛極一時，被稱為「自拍A片的帝王」（ハメ撮りの帝王）、「AV帝王」（アダルトビデオの帝王）。

## 生平
畢業於福島縣立勿來工業高等學校，曾從事水商賣（特種行業）、英語教材銷售員等工作。1970年代後期，趁著電子遊戲太空侵略者大紅之際，在北海道從事遊戲機台經營，某次因參加遊戲機台新作發表會而在東京出差時，在新宿的歌舞伎町看到了塑封本，嗅到塑封本的龐大商機，轉而從事成人雜誌的製銷，建立以北海道為基地的「北大神田書店」；除了進一步銷售屬於非法領域的「裏本」（無碼成人雜誌）之外，還跨足成立正規的出版社，建立起龐大的地下商業版圖。後來在1983年，因為其經營的書店販賣未經修正的淫穢及不雅書籍而被北海道警察檢控，他一度拒捕並逃亡，直至1984年3月遭到警方逮捕，北大神田書店集團解體，自己也肩負龐大負債。
1984年秋季保釋出獄後，投入甫形成中的成人影片（AV）業界，以「村西透」之名在AV片商水晶映像從事導演的工作，姓氏「村西」來自當時人生逆境之際收留他的水晶映像社長西村忠治，名字「透」則是希望背負著負債及前科的自己能夠揚名立萬。經過多方嘗試，自己除了導演AV，還自任男優下海拍攝，製作自己身兼導演、演員、攝影師於一身的「自拍A片」，尤其創造出AV拍攝對話中以「真是Nice呀～」（ナイスですね〜）、「Fantastic!!」（ファンタスティック！！）、「好Gorgeous」（ゴージャスでございます。）等夾雜英語詞彙為特色的「村西腔」（村西トーク），逐漸在AV業界打出名號。1988年9月，從水晶映像分家，建立AV片商鑽石映像。其後，村西的AV事業版圖不斷擴大，並跨足正規的錄影帶電影以及衛星電視事業；但因投資失敗，導致鑽石映像在1992年倒閉，村西本人則負債50億日圓。根據村西本人所述，其負債至2013年才還清。
2016年，由曾在村西底下工作過的作家本橋信宏所著作、以村西為傳主的《全裸導演 村西透傳》出版，該書在2019年由Netflix翻拍為網絡連續劇《AV帝王》，引起熱話；同年，以村西為主題的紀錄片《M/村西透狂熱的日子 完全版》上映。2021年，《AV帝王》第2季推出。

## 著作
- ナイスですね（1987年、JICC出版局）
- 道玄由紀子写真集 （1991年 ビックマン）
- あい・らぶ・愛―卑弥呼写真集 HIMIKO in AUSTRARIA（1990年 ビッグマン）
- お台場恋物語―高嶋礼子（1998年 つがる出版）
- 村西とおるの閻魔帳 ―「人生は喜ばせごっこ」でございます。（2010年 コスモの本）
- 村西とおるのコワ〜いAV撮影現場の話 (2011年 宝島社)
- 村西とおる監督の「大人の相談室」(2016年　サプライズBOOK)

## 演出

### 電視節目
- ダウンタウンのガキの使いやあらへんで!!　芸能人サファリパーク（日本電視台、2006年9月3日）
- 月曜夜未央　VTR出演（日本電視台、2014年7月28日）
- 北野武的TV擒抱（朝日電視台、2015年1月5日）
- 玫瑰色公子　VTR出演（TOKYO MX電視台、2015年1月20日）
- ノブナガ　（CBC電視台、2015年3月21日）
- BAZOOKA!!!（スカパー、2015年5月28日）男塾 借金50億円に負けない男 怪人・村西とおる
- アウト×デラックス（富士電視台、2016年2月18日）
- カツヤマサヒコSHOW（SUN電視台、2016年3月19日）
- 侵略!ガルパンダZ（TOKYO MX電視台、2016年4月12日-） - 村東おちる 役
- バラいろダンディ（TOKYO MX電視台　2016年11月16日）
- 田村淳の地上波ではダメ!絶対!（スカパー、2018年7月26日）クイズ!村西とおる!

### 廣播節目
- 吉田照美 飛べ!サルバドール（文化放送、2014年2月17日・2017年1月12日）客串演出
- よんぱち（TOKYO FM、2015年6月5日）ゲスト出演

### 網路
- 日本成人片帝王的一生 The Life of the Japanese King of Adult Video （一条、2019年12月12日）

## 以其為題材的相關作品

### 傳記
- 全裸導演 村西透傳（全裸監督 村西とおる伝） - 2016年，本橋信宏（日语：本橋信宏）著，太田出版發行，中文版由柳橋出版發行

### 紀錄片
- 真是Nice呀 村西透（ナイスですね 村西とおる） - 2014年，高槻彰（日语：高槻彰）導演[4]
- M／村西透狂熱的日子（M/村西とおる狂熱の日々 完全版） - 2018年，片嶋一貴（日语：片嶋一貴）導演[5]

### 劇集
- AV帝王（2019年、2021年，Netflix）：改编自本橋信宏（日语：本橋信宏）著作的村西透傳記，村西透的角色由山田孝之出演。

## 外部鏈結
- 官方网站 （日語）（英文）
- 村西透的X（前Twitter） （日語）